# Gisaburō Sugii
Gisaburō Sugii (杉井ギサブロー ou 杉井儀三郎, Sugii Gisaburō) é um diretor de anime e artista nihonga. Atualmente é um mebro do estúdio de anime Grupo TAC, e é famoso pelo seu trabalho como diretor da série Touch (mangá) e do filme Milky Way Railroad.

## Trabalhos
Em ordem cronológica.
- Astro Boy (1963, produção, diretor de animação, chefe de animação)
- Gokū no Daibōken (1967, diretor geral)
- Dororo (1969, diretor geral)
- Kanashimi no Belladonna (1973, diretor de animação)
- Jack and the Beanstalk (1974, diretor)
- Son Gokū Silk Road o Tobu!! (1982, design de personagens, coordenador de produção)
- Nine (1983, diretor)
- Glass Mask (1984, diretor geral)
- Milky Way Railroad (1985, diretor)
- Touch (1985, diretor geral)
- The Tale of Genji (1987, diretor)
- Hiatari Ryōkō! (1987, diretor)
- Nozomi Witches (1992, diretor)
- Street Fighter II: The Animated Movie (1994, diretor)
- Soar High! Isami (1995, diretor geral)
- Street Fighter II V (1995, diretor geral)
- Lupin III (1996, diretor, roteiro)
- Super Doll Licca-chan (1998, diretor)
- Hi Damari no Ki (2000, diretor)
- Captain Tsubasa (2001, diretor geral)
- Lament of the Lamb (2003, diretor)
- Arashi no Yoru Ni (2005, roteiro, diretor)